# Шаніна Роза Єгорівна
Роза Єгорівна Шаніна (рос. Роза Егоровна Шанина, 3 квітня 1924 — 28 січня 1945) — радянська снайперка Другої світової війни.

## Біографія
Роза Шаніна народилася 3 квітня 1924 року в селі Єдьма Бєльського повіту Вологодської губернії в багатодітній селянській родині. Іноді місцем народження Шаніної називають селище Богдановський, де в 2010 році був навіть встановлений пам'ятник кавалерам ордена Слави, які народилися в селищі, серед яких значиться і Роза. За сучасними дослідженнями краєзнавців, Роза народилася в селі Зиково, розташованому на березі річки Устя, яке входило в єденські околиці, куди в 1889 році повернувся після служби на Чорноморському флоті Михайло Савелійович Шанін, дід Рози. У період з 1919 по 1920 роки в Зиково була створена перша в Вельськом повіті комуна — Богданівська, що об'єднала п'ять господарств. Першим головою став організатор її створення, ветеран Першої світової війни, партієць і радянський активіст Єгор Михайлович Шанін, батько Рози. Мати, Ганна Олексіївна (уроджена Овсянникова), працювала дояркою в комуні. У 1928 році сім'я Шаніних все ще жила в Зиково, оскільки в своїх спогадах Роза згадувала збережену батьком вирізку з Бєльської газети «Орач» за 15 вересня 1928 року про комуні, де описувався і їхній «новий будинок з великими вікнами».
Після закінчення 4 класів Єдемської початкової школи, Роза продовжила навчання в середній школі села Березники, розташованій за 13 кілометрів від будинку. Крім того, що ходити туди на уроки доводилося пішки практично кожен день, по суботах Роза відправлялася в Березники для догляду за хворою тіткою Агнією Борисовою. Влітку 1938 року, після закінчення 7 класів школи і всупереч бажанню батьків, Роза Шаніна поїхала в Архангельськ, щоб поступити в педагогічне училище (нині Архангельський педагогічний коледж). Грошей і майна у Рози практично не було, до поселення в студентський гуртожиток вона жила у старшого брата Федора. У тому ж 1938 році Шаніна вступила в ВЛКСМ. Архангельськ став для Рози рідним містом, пізніше в своєму фронтовому щоденнику вона згадувала стадіон «Динамо», кінотеатри «Арс» і «Перемога». Як згадує подруга Шаніної Анна Самсонова, Роза іноді поверталася від сільських друзів в 2-3 години ночі, коли гуртожиток було закрито — тоді вона піднімалася в свою кімнату через вікно по зв'язаних простирадлах.
Напередодні німецько-радянської війни навчання в середніх навчальних закладах стало платним, і багатьом учням доводилося підробляти. Оскільки від допомоги батьків і брата Роза відмовлялася, з 11 вересня 1941 року, будучи вже третьокурсницею, влаштувалася на кілька годин вихователем в вечірню групу дошкільного навчального закладу № 2 Первомайського району Архангельська, при якому отримала житло. Молоду виховательку любили діти і цінували батьки, і після закінчення училища в 1942 році Роза залишилася в саду працювати вихователем.

### Вступ до армії
Під час авіанальотів Люфтваффе на Архангельськ Роза поміж інших добровольців займалася гасінням пожеж і чергувала на дахах будинків, щоб захистити дитячий сад.
На початку 1942 року в СРСР активно розгорнулася підготовка жінок-снайперів: вважалося, що у них більш гнучкі кінцівки, більше завзяття та хитрості, що вони краще переносять стрес і холод. У лютому 1942 року жінки від 16 до 45 років отримали право піти на фронт. Після проходження навчання Роза в червні 1943 року була покликана Первомайським райвійськкоматом Архангельська і надіслана до Центральної жіночої школи снайперської підготовки (ЦЖШСП). Там вона познайомилася з Олександрою Єкімовою і Калерією Петровою, які стали її фронтовими подругами (з війни повернулася тільки Калерія). Після закінчення снайперської школи з відзнакою Роза відмовилася від посади інструктора школи і домоглася відправки на фронт.
2 квітня 1944 року єфрейтор Роза Шаніна прибула в розташування 338-ї стрілецької дивізії, в складі якої був сформований окремий жіночий снайперський взвод. Перший постріл по ворогові вона зробила три дні по тому, перебуваючи на північний захід від Вітебська.
Згідно з рапортом командира 1138-го стрілецького полку гвардії майора П. Ф. Дегтярьова, в період з 6 по 11 квітня снайпер-стажист Шаніна під ворожим вогнем (в тому числі артилерійським) знищила 13 ворожих солдатів і за героїзм, проявлений під час бою за село Козині Гори Смоленської області, 18 квітня 1944 року була нагороджена орденом Слави III ступеня, ставши першою дівчиною, яка билася в військах 3-го Білоруського фронту, відзначеною цією нагородою. Незабаром єфрейтор Роза Шаніна стала командиром відділення, до кінця травня 1944 року на її рахунку значилися 18 знищених солдатів противника. 9 червня 1944 радянська військова газета 5-ї армії «Знищимо ворога» в черговому випуску помістила портрет Шаніної на першу сторінку.

### Білоруська операція
22 червня 1944 року почався великомасштабна радянська наступальна операція «Багратіон». Взводу Шаніної було наказано рухатися на захід в порядку другої черги, щоб не ризикувати життями снайперів. За попередні півтора місяця напружених боїв дівчата-снайпери сильно втомилися, тому їм було наказано максимально використовувати для відпочинку будь-привали і не підключатися до бойових дій піхотних загонів. Незважаючи на наказ, Шаніна прагнула на передову і домагалася переведення стрільцем в батальйон або розвідроту. Однак командування було проти, оскільки лавах піхоти Розу міг замінити будь-який боєць. За відгуками командування ЦЖШСП, Шаніна помітно виділялася високою майстерністю снайпера, зокрема дуплетами по рухомих цілях (два постріли з одного дихання). Вже після четвертого виходу на полювання в снайперській книжці єфрейтора Шаніної число знищених ворогів було двозначним, а в графі відстані від засідки до цілі двічі рукою спостерігача було виведено «200 м».
26-28 червня Шаніна і її бойові подруги брали участь в ліквідації оточеного німецького угруповання під Вітебськом. У період з 8 по 13 липня брали участь в битві за Вільнюс, який був окупований німецькими військами з 24 червня 1941 року. На початку серпня, відставши від своєї роти на переправі, Роза пішла слідом за батальйоном, який направлявся на передову. У складі батальйону брала безпосередню участь в боях, а при поверненні з передової взяла в полон трьох ворожих солдатів. За невиконання наказу Шаніна піддалася комсомольському стягненню, але до військового трибуналу справа не дійшла. Згодом Роза була нагороджена орденом Слави II ступеня, серед заслуг, зазначених в нагородному листі, були і ці троє військовополонених, захоплених нею під час «самоволки». До кінця серпня 338-а стрілецька бригада була виведена зі складу 45-го стрілецького корпусу і введена до складу 39-ї армії, націленої на Каунас і Сувалки (Каунаська операція), але окремий взвод снайперів-дівчат, де служила Роза, залишився в складі 5-й армії і був включений в 184-ю Духовщинську Червонопрапорну стрілецьку дивізію.

### Східна Пруссія
Восени 1944 року Червона армія підійшла до кордону Східної Пруссії. У вересні почалося звільнення берегів річки Шешупе військами 3-го Білоруського фронту. Дівчата з взводу Шаніної практично щодня виходили на «полювання», вели поєдинки з ворожими снайперами, в тому числі «зозулями». Газети союзників повідомляли, що за один день зі снайперського укриття Шаніна вбила п'ять німців. 16 вересня 1944 року старший сержант Роза Шаніна була нагороджена орденом Слави II ступеня за мужність в боротьбі з нацистською Німеччиною. Згідно нагородного листа, на її рахунку було 53 убитих ворогів, з них 26 — на кордоні з Пруссією. У номері газети «Знищимо ворога» за 17 вересня Шанін вітали з ліквідацією 51 ворожого солдата. Відомо, що в кінці місяця Роза отримала звільнення, під час якого на 3 дні заїжджала в Архангельськ, побачитися з рідними та друзями, після чого 17 жовтня повернулася на фронт.
Весь цей час Шаніна прагнула на передову, домагалася переведення стрільцем в розвідроту, скаржилася командувачу 5-ї армії генерал-полковнику Миколі Івановичу Крилову на командирів, які відсилають її в тил, двічі писала листа Сталіну з проханням перевести її в стрілецький батальйон рядовим бійцем. Після отримання відмов Роза продовжувала ходити в «самоволки». В кінці жовтня Шаніна в складі 707-го стрілецького полку законно воювала на передовій в районі Шлоссберг, місто кілька разів переходило з рук в руки. Згідно із записами в своєму щоденнику, під час чергової атаки німців 26 жовтня Роза була свідком смерті капітана Ігоря Асєєва. За хоробрість і стійкість в цьому бою Роза була представлена до нагородження орденом Слави I ступеня, але 27 грудня помічник командира взводу Роза Шаніна була нагороджена медаллю «За відвагу». Остаточно Шлоссберг був відбитий лише 16 січня 1945 року під час Інстербурзько-Кенігсберзької операції.
У листопаді Шаніна була знову відправлена в тил, в запасний полк, однак, незважаючи на це, продовжувала ходити на передову та 12 грудня 1944 року було поранена ворожим снайпером в праве плече. Хоча рани, описані Розою в своєму щоденнику як «дві маленькі дірки», здавалися їй незначними, Шаніна була направлена на лікування. У своєму щоденнику Шаніна писала, що днем раніше бачила віщий сон, де вона була поранена точно в це місце.
8 січня 1945 командувач 5-ї армії генерал-полковник Микола Іванович Крилов офіційно дав Розі дозвіл на участь в боях на передовій, а через п'ять днів почалася Східно-Прусська операція. До 15 січня дивізія Шаніної досягла міста Айдткунен, наступ стрілецьких частин проходило під сильним мінометним вогнем противника. А кілька днів по тому їх підрозділ було помилково атаковано радянськими «катюшами», з приводу чого Роза записала у своєму щоденнику: «Тепер я розумію, чому німці так бояться» Катюш «. Ось це вогник!». Після цього Роза була переведена в 203-ї армійський запасний стрілецький полк.

### Загибель

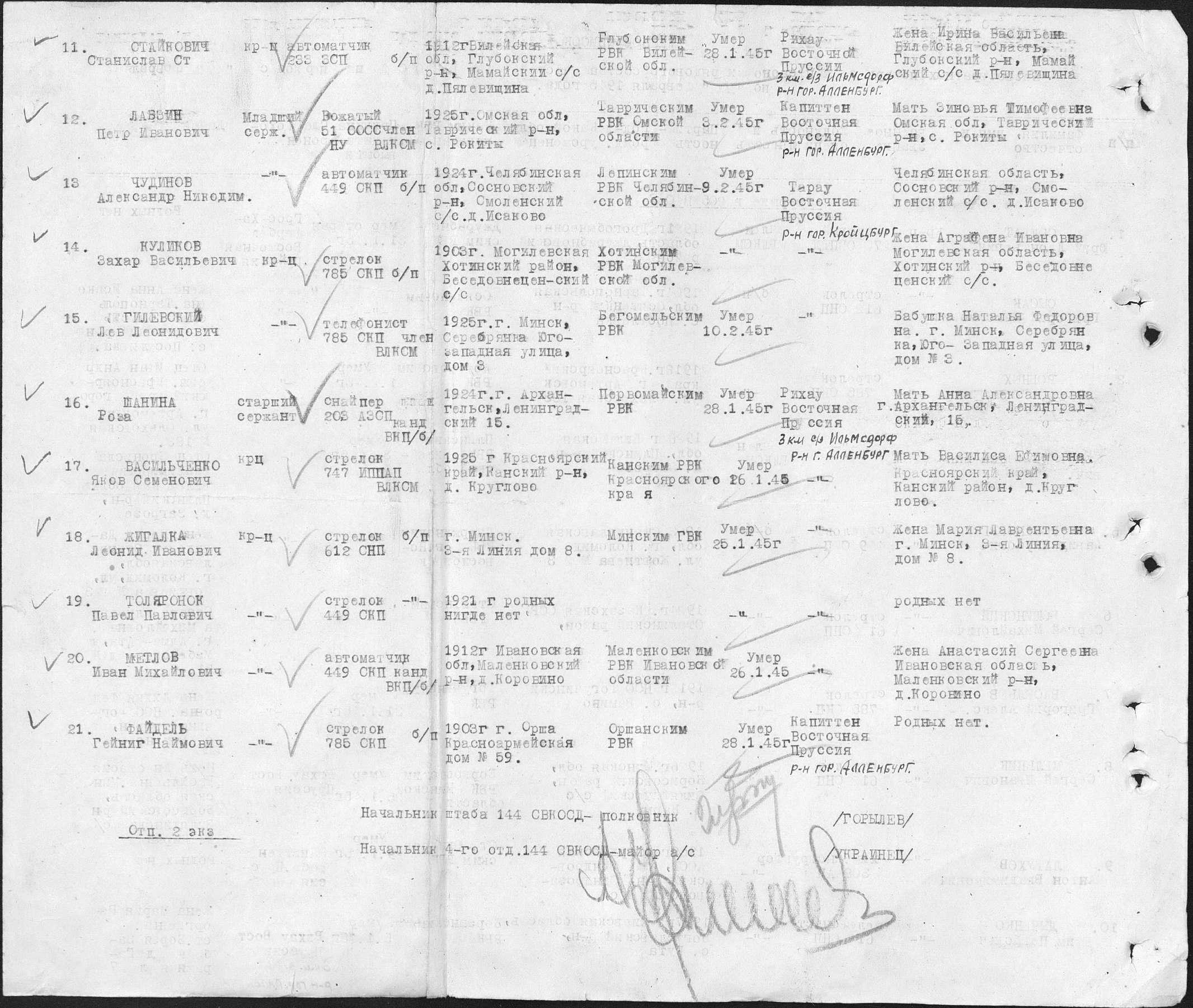
Сторінка зі списку незворотніх втрат 144-ї стрілецької дивізії за період з 25 січня по 10 лютого 1945 року. Роза Шаніна — під номером 16.

У своєму листі від 17 січня Роза повідомляла, що може скоро загинути, оскільки їхній батальйон втратив 72 з 78 бійців. В останньому записі в щоденнику сказано, що через сильний артилерійський вогонь німців вона не може вийти з самохідки.
27 січня 1945 року в одному з боїв був поранений командир артилерійського підрозділу. Прикриваючи його, старший сержант Роза Шаніна була важко поранена осколком снаряда в груди. Роза була доставлена в госпіталь 205-го окремого медико-санітарного батальйону 144-ї Віленської Червонопрапорної ордена Суворова стрілецької дивізії біля маєтку Райхау, в трьох кілометрах на північний захід від села Ільмсдорф, де 28 січня померла від отриманих ран. Як повідомляла медсестра Катерина Радкін, на руках якої померла Шаніна, Роза сказала, що шкодує про те, що зробила так мало.

## Досягнення
Згідно з останнім нагородним листом від грудня 1944 року на снайперському рахунку Рози Шаніної значилися 59 убитих солдатів і офіцерів противника, з них 12 в битві за Вільнюс, 26 — на кордоні з Пруссією. Деякі джерела вказують 54 убитих противників, уточнюючи, що 12 з них були снайперами. Сучасні дослідники-краєзнавці вказують, що на момент смерті в снайперській книжці Рози значилися 62 супротивника. Однак реальний рахунок снайпера Шаніної, ймовірно, багато більше підтверджених перемог, оскільки Роза неодноразово йшла в самоволки на передову, і обстановка на полі бою не завжди давала можливість рахувати свої результати точніше (кілька разів у Рози кінчалися патрони, і вона була змушена використовувати автоматичну зброю, ведучи безперервний вогонь).

## Особистість
Військовий кореспондент Петро Молчанов, який часто зустрічав Шаніну на фронті, описував її як людину незвичайної волі з яскравим, самобутнім характером. Себе Роза описувала як «безмежно і нерозважливо балакучу» під час навчання. Характер Рози був відкритий, найбільше вона цінувала в людях мужність і відсутність егоїзму.
Особисте життя Рози Шаніної була зірвана війною. 10 жовтня 1944 року його писала в своєму щоденнику: "Не можу змиритися з думкою, що немає більше Міші Панаріна. Який хороший хлопець був. Убили … Він мене любив, я це знаю, і я його. Вихований, простий, симпатичний хлопчина ". Пізніше, в листопаді, вона писала: «чомусь вбила собі в голову, що кохаю» якогось Миколу, який «вихованням і освітою не відрізняється». Однак вона відзначала, що про шлюб і не думає, тому що «не час зараз для цього». Зокрема, вона відзначала: «Зміст мого щастя — боротьба за щастя інших. Дивно, чому в граматиці слово „щастя“ — має єдине число? Адже це протипоказано його змістом … Якщо потрібно для загального щастя загинути, то я готова до цього.»
Після війни Роза сподівалася вступити до університету, а якщо це не вдасться — зайнятися вихованням дітей-сиріт.

## Сім'я
У Шаніної було чотири брати: Михайло, Федір, Сергій і Марат. Михайло помер під час блокади Ленінграда в 1941 році, в тому ж році був убитий і Федір в битві за Крим. Сергій так і не повернувся з війни, живим повернувся з фронту тільки Марат. Після війни Марат Єгорович Шанін працював директором Ключевського доку в Петропавловську-Камчатському.

## Нагороди
- Орден Слави II ступеня (22 вересня 1944)
- Орден Слави III ступеня (18 червня 1944)
- Медаль «За відвагу» (27 грудня 1944)

## Пам'ять
Могила Шаніної Рози знаходиться в Калінінградській області. Вона спочатку була похована на березі річки Алля (зараз Лина (Лава)). А через два роки останки Рози та інших воїнів, полеглих в цих місцях, перенесли у братську могилу на території селища Знаменськ.
Іменем Шаніної названі вулиці в Архангельську та в селищах Шангали і Строєвське. Військовий щоденник Шаніної та кілька її листів були опубліковані.